# Haliclona urceolus
Haliclona urceolus är en svampdjursart som först beskrevs av Martin Heinrich Rathke och Vahl 1806.  Haliclona urceolus ingår i släktet Haliclona och familjen Chalinidae. Arten är reproducerande i Sverige. Inga underarter finns listade i Catalogue of Life.